# Самаринда
Самаринда (индон. Samarinda) — административный центр и крупнейший город индонезийской провинции Восточный Калимантан. Город расположен на реке Махакам. Хотя Самаринда и имеет статус административного центра провинции, часть правительственных учреждений расположена в городе Баликпапане.
Самаринда известна традиционным блюдом индонезийской кухни ампланг, а также одеждой сарунг самаринда.

## История

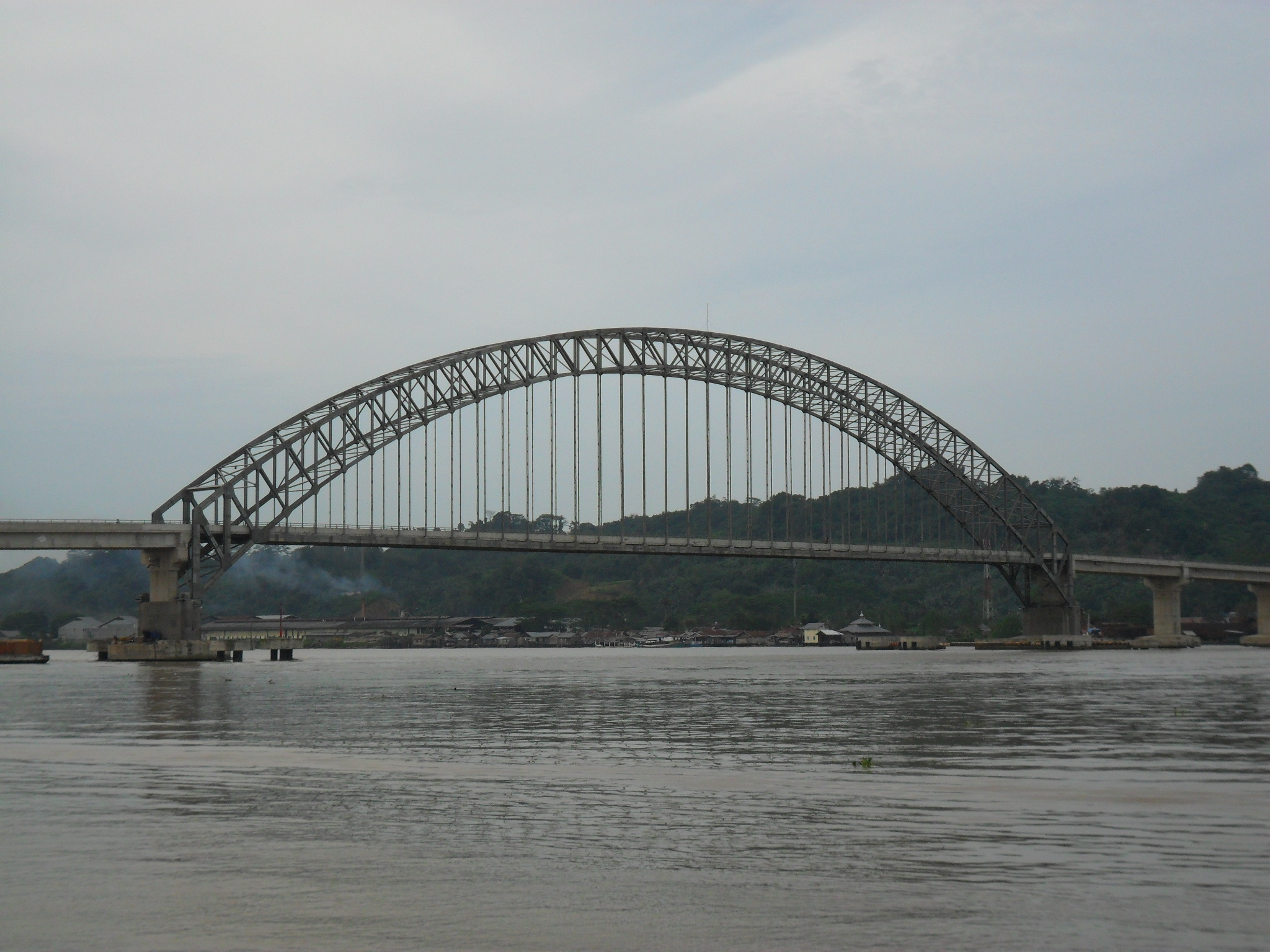
Мост через Махакам

В 1660-е годы Голландия и индонезийские государства вели войну, известную как война Гова. В ходе войны голландский флот под командованием адмирала Спелмана атаковал Макасар с моря, а союзник голландцев Арунг Палака — с суши. Султанат Гова, находившийся на острове Сулавеси, был вынужден сдаться, а его султан Хассанудин подписал Бонгайский мирный договор 19 ноября 1667 года. Однако бугисы, жившие в Гова, начали партизанскую войну. Часть их вынуждена была переселиться на другие острова архипелага, включая Калимантан. Султан Кутаи, государства, находившегося в восточном Калимантане, выделил переселенцам земли вдоль реки Каранг Мумус в обмен на лояльность и готовность защищать государство при нападениях. На этих землях и был основан город Самаринда.
Датой основания города формально считается 21 января 1668 года, дата прибытия первых переселенцев. Название города происходит от слова «самаренда», «равный по росту», и отражает тот факт, что в поселениях переселенцев-бугисов все дома были построены на плотах и имели одну и ту же высоту. Это символизировало равенство между жителями.